# Simone Iannattoni
Simone Iannattoni (Livorno, 23 ottobre 1997) è un lottatore italiano, specializzato nella lotta libera.

## Biografia
Il 3 luglio 2017 è stato arruolato come agente di Polizia di Stato ed è entrato a far parte del Gruppo Sportivo Fiamme Oro.
E' allenato dall'ex lottatore Emanuele Rinella dal 2017. Ha vinto tre titoli italiani assoluti a Ositia nel 2016, 2017 e 2018.
Ha rappresentato l'Italia ai Giochi del Mediterraneo di Tarragona 2018, dove ha vinto la medaglia d'argento nel torneo della lotta libera, categoria 97 kg., dopo essere stato sconfitto in finale dal macedone Magomedgadji Nurov.

## Palmarès
- Giochi del Mediterraneo

Tarragona 2018: argento nei 97 kg.